# Guo Wenjun

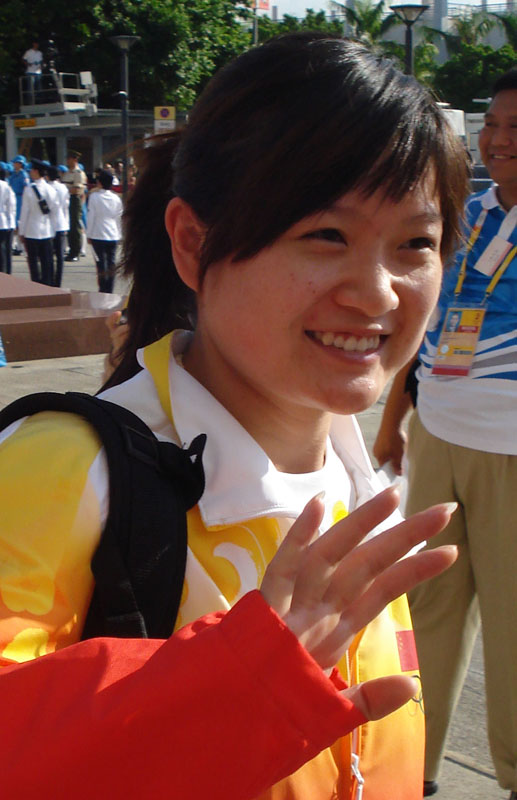
Guo Wenjun bei den Olympischen Spielen 2008

Guo Wenjun (郭 文珺, Guō Wénjùn; * 22. Juni 1984 in Xi’an) ist eine chinesische Pistolenschützin.
Guo Wenjun gehört seit 2007 zu Weltspitze. Bei den Asienmeisterschaften 2007 in Kuwait gewann sie die Goldmedaille mit der Luftpistole und wurde Achte mit der Freien Pistole. Jeweils zweimal in beiden Disziplinen konnte sie bislang Weltcups gewinnen. Beim Weltcup-Finale 2007 in Bangkok belegte Guo Rang zwei mit der Freien Pistole. Größter Erfolg der Chinesin wurde der Sieg mit der Luftpistole bei den heimischen Olympischen Sommerspielen 2008. Mit 492,7 Ringen konnte sie die Russin Natalja Paderina und die Georgierin Nino Salukwadse hinter sich lassen und gewann überlegen Gold.